# Ермолаев, Вадим Владимирович
Вадим Владимирович Ермолаев (укр. Вадим Володимирович Єрмолаєв; род. 13 мая 1968, Днепропетровск) — бизнесмен и инвестор. Входит в топ-100 самых богатых людей Украины.

## Биография

### Ранние годы
Родился 13 мая 1968 года в городе Днепропетровске.
В 1975–1983 годах учился в днепропетровской средней школе № 69.
В 1983–1987 годах учился в Техникуме технологий и экономики (Днепропетровск).
В 1987–1989 годах служил в Советской армии.
В 1998 году создал ТПК «Алеф».

### Предпринимательская деятельность
Журнал Forbes включил Вадима Ермолаева в первую пятёрку самых влиятельных бизнесменов Днепропетровска и назвал главным застройщиком Днепра. Также Ермолаева называют застройщиком, изменившим архитектуру города.
Состояние совета корпорации ТПК «Алеф» оценивается в $322 млн, что позволило ему войти в первую сотню украинских богачей.
Корпорация «Алеф» работает в различных отраслях украинского и западного рынков. В её состав входят разнопрофильные предприятия, объединяя 13 самостоятельных бизнесов. Предприятия корпорации, работают в сфере агробизнеса («Агроальянс», «Сады Днепра»), девелопмента (Alef Estate), производства строительных материалов (AXOR Industry, «Миропласт», «ЮДК»), производства зубных имплантов и медицинских инструментов (ABM Technology).
В 2001 году Вадим Ермолаев основал компанию Alef Estate, направленностью которой является коммерческое строительство. В 2004 году компания реализовала первый в Днепре крупный ТРЦ «Новый центр».  В 2006 году в Днепре был построен крупнейший торговый центр Украины «Мост-сити». Также компания реализовала в Днепре такие проекты, как МФК «Каскад Плаза», ТДК «Босфор», бизнес-центры «Энигма» и «Призма». Вадим Ермолаев является создателем и инвестором Екатеринославского бульвара — культурного пешеходного участка в историческом центре Днепра. За последние годы, его компания Alef Estate активизировала строительство таких проектов, как ТДЦ «Перекресток», МФК Ermolaev Center, ТЦ Artel (Екатеринославская суконная фабрика), Апарт Комплекс Port City, Бульвар на улице Южной и ЖК «Троицкий».
В апреле 2004 года Антимонопольный комитет Украины дал официальное разрешение американской компании Procter&Gamble на приобретение целостного имущественного комплекса ЗАО «Ольвия Бета Клининг Продактс Ко» (город Покров, Днепропетровской области), 25 % которой принадлежало Ермолаеву. В 2004 году средства от продажи завода были вложены в новые масштабные проекты в восточном регионе Украины. С турецкими партнерами были открыты заводы по производству пластикового профиля для окон «Миропласт», по производству газобетона в UDK и единственный в СНГ завод по производству фурнитуры для окон  светопрозрачных конструкций «Аксор».
В конце 2006 года продал ЗАО «Агробанк» чешской финансовой группе PPF, управляющей активами на сумму более $60 млрд.
В начале 2011 года возобновил своё участие в возведении 3-этажного торгово-развлекательного комплекса с паркингом в городе Кривой Рог.
В 2014 году потерял свои активы в Крыму (после его аннексии) — производственные мощности и административные помещения компании, занимавшейся изготовлением и продажей алкогольной продукции.
По итогам 2015 года коммерческая недвижимость Ермолаева, согласно данным Forbes, принесла выручку в $10 млн. Инвестиционная компания Dragon Capital в 2016 году оценила состояние Ермолаева в $ 322 млн. Это на $ 66 млн больше, чем годом ранее.
В 2019 году вышел из украинского гражданства и стал гражданином Кипра. 
В 2021 году группа «Алеф» Ермолаева после 12-летнего перерыва возобновила строительство комплекса «Брама» в Днепре. Одна из башен, на 54 этажа, может стать самым высоким жилым зданием в Украине.
В декабре 2023 года Совет национальной безопасности и обороны Украины наложил на Вадима Ермолаева санкции.

## Оценка состояния
- В рейтинге «Золотая сотня» журнала «Корреспондент» в 2012 году Вадим Ермолаев занял 36 место, его состояние оценивается в размере $ 265 млн;
- В 2013 году журнал «Фокус» оценил состояние Вадима Ермолаева в $ 245 млн (70 место рейтинга «200 самых богатых людей Украины»[19];
- В 2014 году журнал «Фокус» поставил Вадима Ермолаева на 43 место в рейтинге «100 самых богатых людей Украины 2013 года»[20], оценив состояние в $ 393 млн;
- В 2015 году журнал «Фокус» поставил Вадима Ермолаева на 50 место в рейтинге «100 самых богатых людей Украины 2014 года»[21];
- В 2015 году журнал «Forbes Украина» поставил Вадима Ермолаева на 12 место в рейтинге рантье, оценив доходы с аренды недвижимости в 230—260 млн грн[22];
- В 2016 году журнал «Фокус» поставил Вадима Ермолаева на 48 место в рейтинге «100 самых богатых людей Украины 2015 года»[23].

## Семья
Женат, имеет четверо детей.